# 佩里娜·珀朗
佩里娜·珀朗（法語：Perrine Pelen，1960年7月3日—），法国女子高山滑雪运动员。她曾代表法国参加1980年和1984年冬季奥林匹克运动会高山滑雪比赛，共获得一枚银牌和二枚铜牌。